# Spirama biformis
Spirama biformis är en fjärilsart som beskrevs av Gustaaf Hulstaert 1924. Spirama biformis ingår i släktet Spirama och familjen nattflyn. Inga underarter finns listade i Catalogue of Life.